# 2015 في الصومال
فيما يلي قائمة بالأحداث التي وقعت خلال عام 2015 في الصومال:

## السياسة
- الرئيس: حسن شيخ محمود
- رئيس الوزراء : عمر شرماركي

## الأحداث

### يناير
- 27 يناير - رئيس الوزراء عمر شرماركي يشكّل حكومة جديدة أصغر من 20 وزيرا.[1]